# Abänderungsverbot
Das Abänderungsverbot besagt, dass ein Gericht ein einmal verkündetes Urteil nicht mehr ändern darf. 

## Deutschland
§ 318 ZPO lautet: „Das Gericht ist an die Entscheidung, die in den von ihm erlassenen End- und Zwischenurteilen enthalten ist, gebunden.“
Das Abänderungsverbot des § 318 ZPO gilt kraft Verweisung auch im Verwaltungs-, Sozial- und Finanzgerichtsverfahren (§ 173 VwGO, § 202 SGG, § 155 FGO). Im Strafprozessrecht folgt das Abänderungsverbot aus der materiellen Rechtskraft des Urteils. Gesetzlich geregelt ist nur die Bindung des Gerichts an eine Verständigung mit den Verfahrensbeteiligten (§ 257c Abs. 4 StPO).
Das Abänderungsverbot gilt für alle Teile des Urteilsausspruchs einschließlich der Kostenentscheidung, nicht jedoch für die Entscheidungsgründe. Es gilt ausdrücklich auch für Zwischenurteile, beispielsweise Grundurteile, die nicht der Rechtskraft fähig sind. 
Das Abänderungsverbot hat eine lange rechtsstaatliche Tradition und gehört zum Kernbestand der überlieferten Prozessgrundsätze. Mit der Verkündung eines Urteils wird die vom Gericht getroffene Entscheidung des Rechtsstreits existent und nach außen wirksam. Die Autorität, auf die die Gerichte bei der Erfüllung ihrer Aufgaben angewiesen sind und das Vertrauen, das die Bürger der Rechtsprechung entgegenbringen, verlangen, dass die abschließende Entscheidung eines Gerichts einen definitiven Charakter besitzt und allenfalls durch eine Rechtsmittelinstanz aufgehoben oder geändert werden kann. Ansonsten kann das Gericht sein Urteil nur aufheben oder ändern, wenn das Verfahren nach Erlass des Urteils aufgrund einer erfolgreichen Anhörungsrüge, eines Einspruchs gegen ein Versäumnisurteil, im Nachverfahren nach Vorbehaltsurteil oder nach einer Wiedereinsetzung in den vorigen Stand fortgesetzt wird, sowie im Übrigen im Verfahren über eine Abänderungsklage und bei Wiederaufnahme des Verfahrens.
Die Nichtbeachtung des Abänderungsverbots durch einen Richter stellt sich als objektiv willkürliche Entscheidung dar und begründet die Besorgnis der Befangenheit gem. § 42 Abs. 2 ZPO.

## Österreich
Die Bindung des Gerichts an sein Urteil tritt ein, sobald das Gericht die Entscheidung verkündet hat oder wenn diese in schriftlicher Abfassung der Gerichtskanzlei zur Ausfertigung abgegeben worden ist. Ab diesem Zeitpunkt kann das Gericht, welches die Entscheidung erlassen hat, diese Entscheidung nicht mehr abändern. Es kann aber beispielsweise die Abänderung von Unterhalt für die Zukunft eingeklagt werden.

## Schweiz
Nach Schweizer Zivilprozessrecht sind die Gerichte sind an ihre eigenen Entscheide gebunden, sobald sie den Parteien eröffnet worden sind. Das Gericht kann nach obergerichtlicher Rechtsprechung auf einen einmal eröffneten Entscheid nicht zurückkommen, selbst wenn der Entscheid materiell oder formell fehlerhaft sein sollte. Erforderlich ist in diesem Fall ein Rechtsmittelverfahren.